# Hamburger Treppe

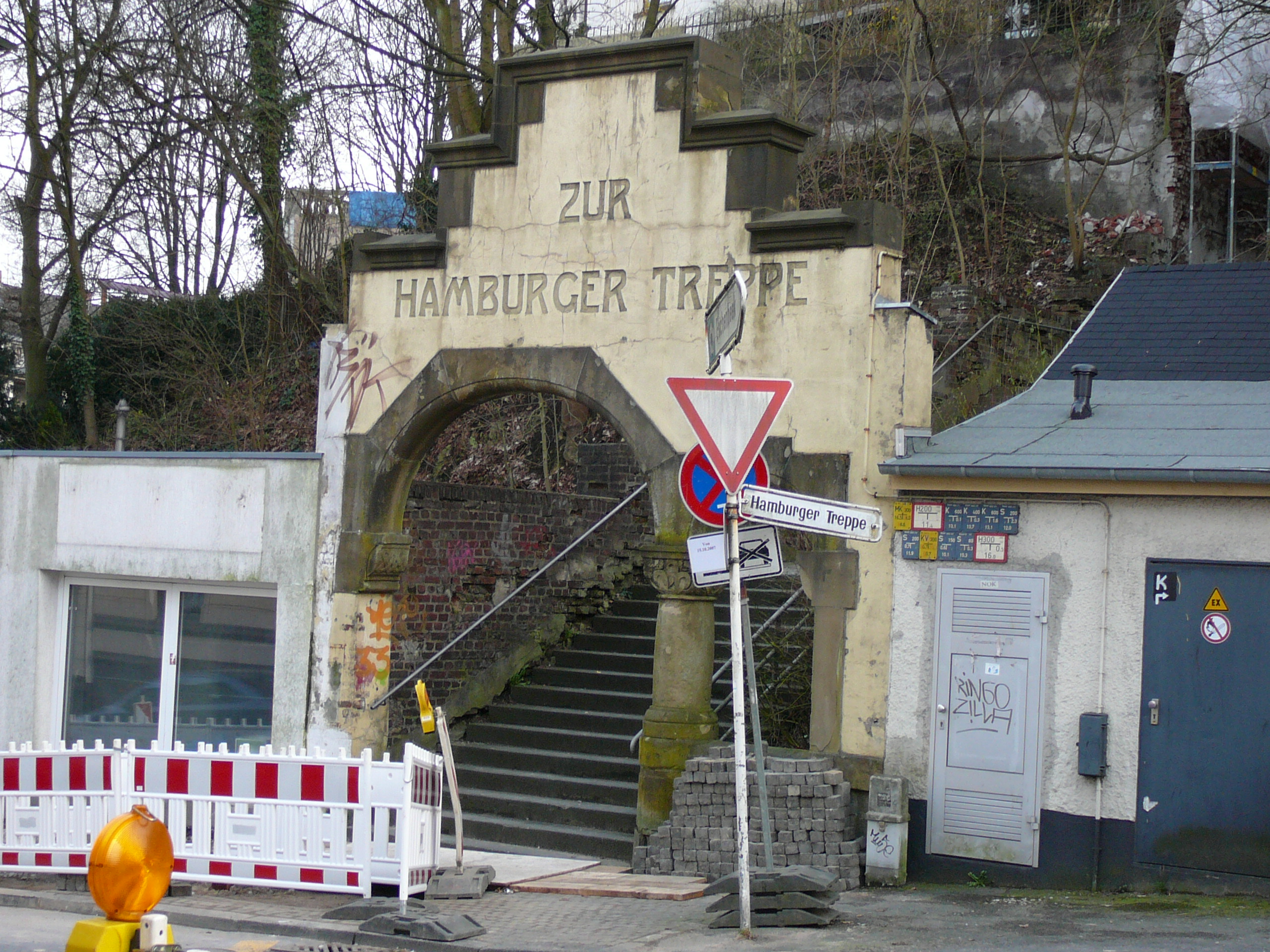
Hamburger Treppe (2008) an der Eschenbeeker Straße

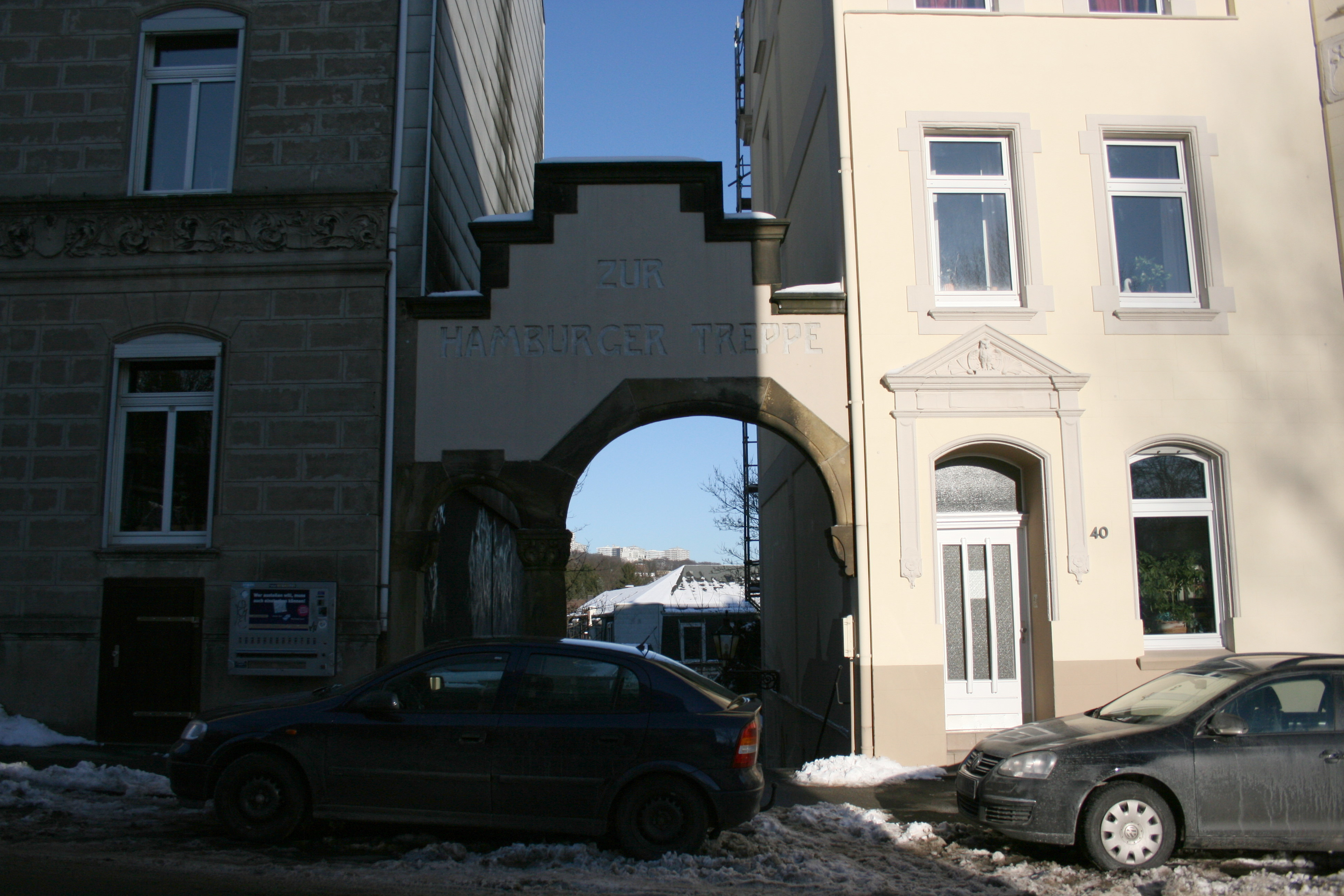
Hamburger Treppe (2009) an der Hamburger Straße

Die Hamburger Treppe ist eine denkmalgeschützte Freitreppe im Wuppertaler Stadtbezirk Uellendahl-Katernberg. Nach der Unteren Denkmalbehörde gehört die Hamburger Treppe zu den aufwändigsten der erhaltenen historischen Treppenanlagen der Stadt.

## Beschreibung
Mit 72 Stufen führt die 1903 (nach anderer Quelle 1910) gebaute Treppe hinauf und verbindet die tallagige Eschenbeeker Straße mit der Hamburger Straße. Die Hamburger Treppe erhielt ihren Namen am 8. Dezember 1903.
Das Treppenbauwerk besteht aus einem geraden, einläufigen Aufgang mit vier Zwischenpodesten mit seitlichen Handläufen. Der Niveauunterschied wird zwischen den Podesten mit je 15 Stufen bewältigt. Zu beiden Seiten schließen Portale, die nach oben in einem Treppengiebel auslaufen, in der Höhe der Häuserflucht das Bauwerk ab. Die Torbögen, die sich spiegelbildlich gleichen, bestehen aus einem größeren Torbogen, der von einem kleineren mit Brüstungsmauer flankiert wird. Die Bögen werden durch eine mittige Säule mit dekorierten Würfelkapitellen getragen. Die Torbögen sind verputzt, wobei die Stützen, die Brüstungsmauer, die Bogensteine sowie die abschließenden Steine des Giebels mit rotem Sandstein ausgeführt wurden. Im Feld des Giebels ist die Inschrift „Zur Hamburger Treppe“ eingelassen.
Laut der Unteren Denkmalsbehörde lehnt sich das Bauwerk an mittelalterliche Formen an, verknüpft sie mit mehreren anderen Stilelementen, unter anderem dem Jugendstils – das sich in den geschwungenen Buchstaben der Inschrift zeigt.

## Geschichte
Am 26. Februar 1998 wurde die Treppe als Baudenkmal in der Denkmalliste der Stadt Wuppertal eingetragen.
Mitte des Jahres 2009 wurde die Hauswand an der Treppe neu gestaltet. Mitte 2016 musste die Treppe wegen eines Baumangels an einer Mauer zur Sicherheit der Passanten gesperrt werden.